# Hoppiana aspasta
Hoppiana aspasta là một loài bướm đêm thuộc phân họ Arctiinae, họ Erebidae.